# Cap-aux-Meules
Cap-aux-Meules är en tätort (centre de population) på Îles de la Madeleine i provinsen Québec i Kanada, till 2001 en bykommun (municipalité de village). Den ligger i den östra delen av landet, 1 100 km öster om huvudstaden Ottawa. Antalet invånare i tätorten var 2 516 vid folkräkningen 2021.